# Joan Christiansen
Joan Christiansen (* 4. März 1988) ist eine dänische Badmintonspielerin. 

## Karriere
Joan Christiansen wurde 2007 dänische Juniorenmeisterin im Damendoppel gemeinsam mit Line Damkjær Kruse. Mit ihr erkämpfte sie sich auch Bronze bei den Junioreneuropameisterschaften des gleichen Jahres. Gold gewann sie bei derselben Veranstaltung im Mixed mit Christian Larsen. 2009 siegte sie erstmals bei einem bedeutenden Turnier der Erwachsenen, als sie bei den Iceland International erfolgreich war. 2011 gewann sie die Cyprus International.

## Sportliche Erfolge
| Saison    | Veranstaltung                                    | Disziplin   | Platz | Name                                                          |
| --------- | ------------------------------------------------ | ----------- | ----- | ------------------------------------------------------------- |
| 2006/2007 | Dänemark: Einzelmeisterschaften der Junioren U19 | Damendoppel | 1     | Joan Christiansen, Solrød Strand / Line Damkjær Kruse, Viby J |
| 2007      | Junioren-Europameisterschaft                     | Damendoppel | 2     | Joan Christiansen / Line Damkjær Kruse                        |
| 2007      | Junioren-Europameisterschaft                     | Mixed       | 1     | Christian Larsen / Joan Christiansen                          |
| 2009      | Iceland International                            | Mixed       | 1     | Theis Christiansen / Joan Christiansen                        |
| 2011      | Cyprus International                             | Mixed       | 1     | Niclas Nøhr / Joan Christiansen                               |
| 2012      | Finnish International                            | Mixed       | 3     | Niclas Nøhr / Joan Christiansen                               |